# LAST DANCE
「LAST DANCE」（ラストダンス）は、BIGBANGの楽曲。
韓国では、2016年12月12日発売の韓国3rdフルアルバム「MADE -KR EDITION-」に「FXXK IT」とともにダブルタイトル曲として初収録された。
日本では2017年2月15日発売の日本5th完全版フルアルバム「MADE」に収録された。
日本での表記は「LAST DANCE -KR Ver.-」となっている。

## 収録アルバム
| 曲名                 | 収録アルバム      | 備考                                   |
| -------------------- | ----------------- | -------------------------------------- |
| LAST DANCE -KR Ver.- | MADE              | BIGBANGの日本5thフルアルバム（完全版） |
| LAST DANCE -KR Ver.- | MADE -KR EDITION- | BIGBANGの韓国3rdフルアルバム           |